# حصن جبرين
حصن جبرين أو قصر جبرين أو قصر اليعربي هو أحد حصون بلدة جبرين بولاية بهلا، وهو عبارة عن بناء كبير مستطيل الشكل قام ببنائه بلعرب بن سلطان بن سيف اليعربي عام 1670م وهو مكون من ثلاثة أدوار ويحتوي على خمسة وخمسين غرفة، يبلغ طوله حوالي 43 متراً وعرضه 22 متراً ويبلغ طول سوره الشرقي حوالي 72 متراً ويخترق الحصن من الجنوب الغربي إلى الشمال الشرقي فلج جبرين الذي يمر بوسط الحصن ويوجد بالحصن ضريح الامام بلعرب بن سلطان بن سيف اليعربي وقد صمم الحصن ليكون قصراً لإقامة الامام، قامت وزارة السياحة والتراث بترميم الحصن وتأثيثه عام 1982م بغرض فتحه للزوار. كان حصن جبرين منطقة تجمع علمية ودينية وتخرج منه الكثير من العلماء والمشايخ.

## الجغرافيا
الكتابات التي تحدثت عن الموقع أشارت إلى أنه كان مِلكاً لملوك النباهنة، وبعضها تنفي عنهم تملكهم له. لكن هذه الملكية صحيحة أو غير صحيحة لا يفصل بشأنها بشكل دقيق، ولا كيفية توارثها ولا الطريقة التي استولى عليها بلعرب قبل إمامته. كما أن الموقع غني بالماء. والأرض القابلة للاستصلاح الزراعي بشكل جيد. ولهذه الأسباب قد اختير هذا المكان.

## تاريخ الحصن
بنى بلعرب بن سلطان بن سيف اليعربي الحصن خلال إمامة أبيه الامام سلطان بن سيف اليعربي، أراد بلعرب أن يكون له مقر وسكن خاص فاستأذن والده باختيار الأرض لذلك المقام. وقد قام باختيار محل إقامته بعيداً عن مركز الإمامة ووالده والتي كانت نزوى في ذلك الوقت، انقضى بعدها زمن الإمامة إلى أخيه، وبقي الحصن شاهد لعصر إمامه والده ودونت الأبيات على قبره لاحقاً:
أتـعبت نفسـي عـمــارة منزلــي زخـرفتــه وجعـلـتـه لي مسكناً
حتى وقفت على القبور فقال لي عقلي ستنقل من هناك إلى هن
وقيل أنه يقصد بـ«من هناك إلى هنا»، الأمكنة التي خضعت له في حله وترحاله، وربما أيضاً تلك الأمكنة العالية التي شهدت اللمسات الحانية لحياته من أعلى القصر إلى أسفله.

## البناء
يتكشف من خلال الدراسات والأقوال الشفهية أن القصر اكتمل بناؤه سنة 1670م وتولى بلعرب الإمامة سنة 1668م، أي أن القصر اكتمل تشييده خلال فترة إمامة والده وبداية إمامته، أشارت إلى أن ظرف ذلك الزمان راجع إلى علو شأن الإمامة اليعربية، وأعادت هذه المكانة إلى الإمامة خيرات لا تحصى وأهوالا جعلت الأفراد يهتمون بالبناء والاستقرار والزراعة والانشغال بأمور حياتهم إضافة إلى مناهضة البرتغاليين وطردهم من عمان والخليج العربي، ومتابعة فلولهم إلى شرق أفريقيا والهند، جلب للدولة أموالا كثيرة ذكرها السالمي بقوله: إن الأموال كثرت في أيامه وأيام والده قبله. حتى كادت أن تفيض البيضاء والصفراء من أيدي الناس، وذلك لبركة العدل وفضل الجهاد. وقال أيضاً في إحدى فقرات كتابه تحفة الأعيان أن بلعرب أقام قصره من صلب ماله الخاص، فالبناء سبق تولي مسؤولية الإمامة.

## تخطيط الحصن
صمم الحصن على شكل مستطيل من الشمال الشرقي إلى الجنوب الغربي وتخترق التيارات الهوائية منافذ القصر من اتجاهاته الأربعة بحيث تشيع نسمات الهواء في عز الصيف.يخترق القصر من الشرق إلى الغرب مجرئ مائي صغير ويسمى بالفلج عند أهالي المنطقة، إضافة إلى وجود ثلاث آبار، اثنتان داخل القصر واحدة في الفناء الأول والأخرى في الفناء الثاني والثالثة ضمن السور المحيط به. يتكون القصر من خمسة أدوار ويحتوي على 55 غرفة، وينقسم إلى قسمين: الأول يرتفع لستة عشر متراً ويتألف من طابقين، ويرتفع القسم الثاني لاثنين وعشرين متراً ويتألف من ثلاثة طوابق، متوزعة فيهما غرف الحصن الخمس والخمسون، أهم هذه الغرف وأشهرها: غرفة الشمس والقمر التي كان الإمام يلتقي فيها بكبار الزائرين، للتباحث والتشاور معهم، وما يميز هذه الغرفة تلك الرموز الجميلة والكتابات الإسلامية التي تعلو سقفها وبشكل خاص رسم العين، كما أنها تحوي على 14 نافذة سبع نوافذ في الأعلى وسبع نوافذ في الأسفل، وهنا يكمن سر كون جو الغرفة بارداً طيلة العام حيث أن الهواء الحار أخف وزناً من الهواء البارد، فلذلك يدخل الهواء البارد من النوافذ السفلية ومن ثم يطرد الهواء الحار من الأعلى.
غرفة حماية الإمام: هي من الغرف الأخرى المميزة في هذا القصر، وقد بني بشكل يسمح لجنود الإمام بالاختباء تحتها لحمايته عندما يرغب الإمام بالاجتماع بأيّ شخص مشكوك بأمره، وتوجد في هذه الغرفة أربع مخابئ سرية متصلة تحت الغرفة يبعد الحصن عن مدينة بهلا بمحافظة الداخلية حوالي 20 كم. كما يضم القصر برجين مرتبطين به للحماية الخارجية كما توجد غرفة خاصة لخيل الإمام، ومخصص لها درج لهذا الفرض، اسمها درجة الخيل. وهي حين تتحرك ترج المكان والإمام عليها.
بُني القصر من الداخل على الطراز الهندسي الزخرفي من العماني والإسلامي وهو يحتوي على العديد من الزخارف والكتابات والنقوش وإضافةً لكونها مسألة جمالية فهي تحيي للمكان زمانه وحضوره وتكثر هذه الزخرفة بالقرب من الأماكن المحببة إلى الإمام خصوصاً القسم الثاني وبالقرب من قاعات نومه، الكتابات معظمها منقوشة على خشب الأبواب وأعلى الجدران في لوحات فوق الأبواب الداخلية والشبابيك الخارجية أو مرسومة بطلاء الألوان الرائعة على عارضات السقف. أما المواد المكتوبة عليها فهي الخشب المحفور والخشب المدموم وطلاء الجدران المدموم والجص المطبوخ والجص المنحوت، والنصوص والكتابات فهي آيات قرآنية في غالبها وأبيات شعرية في مديح الامام والقصر وخواطر وأقوال وحكم وكتابات عن التواريخ.

## اليعربي يحتمي في الحصن
كان بلعرب اليعربي يقرض الشعر وكثيرٌ من نظمه محفور بشكل بارز في أرجاء قصره ومن أبياته:
ولما بلوت الناس لم أر صاحبا        أخا ثقة في النائبات العظائم
وأبصرت فيهم في رخاء وشدة        فلم أر منهم غير كسب الدراهم
فإن كنت ذا يسر فحولك إنهم          مماليك أو عسر كأضغاث حالم
وكانت هذه الإشارات الشعرية بداية لاشتعال فتيل الفتنة بينه وبين أخيه سيف بن سلطان بن سيف، ومؤشر على تسرب السلطة من بين يديه إلى أخيه تلك المأساة التي أطاحت بشخصية أحبت العلم والعلماء وناهضة المستعسر البرتغالي وسارت على نهج الأب في التنمية.
بعد أن سيطر أخوه على الحصون والقلاع، بويع بالإمامة مما اضطر يعرب في نهاية الأمر للدفاع عن نفسه في قصره جبرين. لما وجد يعرب أن وضعه العسكري ميؤوس منه، توفي بطريقة غامضة إلا أن بعض الدراسات والكتب تشير إلى أنه كان يبتهل إلى الله طالباً الموت، فمات الامام في ليلته تلك.
فأصبح قصره بعدها قبره ودفن في قصره. استخدم قصره بعد رحيله من قبل بانيه وساكنيه من الخدم والعمال، فقل الاهتمام به واندثرت معه الكثير من جمالياته، ولم يعد صالحاً للسكن لعدم استعماله.

## ترميم الحصن
وفي عام 1976م قامت وزارة التراث في تنفيذ المرحلة الأولى لترميم القصر ثم أعقبتها الثانية والتي استمرت من عام 1991 إلى عام 1993م، حيث أعاد الترميم والعناية الخاصة به القصر إلى سابق أيامه الأولى، مع المحافظة التامة والكاملة على مقوماته دون تغيير، بالإضافة إلى الجهد الاستثنائي الذي بذلته الجهات الحكومية بعد الترميم بنقل المساكن الطينية لأهالي المنطقة المحيطة بالقصر إلى مسافة بعيدة وذلك حفاظا على هذا المعلم الحضاري الهام.

## مما قيل عنه
أشار الشيخ علي بن ناصر الريامي إلى قصر جبرين شعرياً بقوله:
الله أكبر من قصر علا وسما
وحصن عز بيبرين العلا رسما
أكرم بلا انه الصرح الذي ثبتت
أصوله وله فرع سما لسما
هو العماد على ذات العماد علا
مجدا وفخرا وما أبغي به إرما
تصاغرت عظمة الشهبا لعظمته
فما لها بعد رؤياه ترى عظما
لو كانت الجنة الفردوس يشبهها
شيء لقلنا هو الشبه الذي عظما
لم يخش ساكنه في طول مدته
غير الإله ولا عرب ولا عجما
لو سالم الموت ذد عز ومرتبة
لكان ساكنه منه لقد سلما
كما ذكر الدكتور أي دريكو:
فالجمالية العمرانية – الفنية للقصر كونه مبني في الأصل كمقر للسكن.. ملامحه الداخلية تحيل إلى انه شيد للراحة والاسترخاء والهدوء، لهذا تعكس تداخلات بنائه تلك الصفات في روعة التصميم ورقة ابداع العمل.

## وصلات خارجية
- جولة افتراضية في حصن جبرين - وزارة السياحة.
- فيديو تصويري احترافي لداخل حصن جبرين - ضوء عمان.
- صور فوتوغرافية لحصن جبرين - صوت عمان.
- صور فوتوغرافية لحصن جبرين - شبكة أبو نواف.